# Гайнц Еріх
Гайнц Еріх (нім. Heinz Ehrich; 15 вересня 1919, Віссен — 14 червня 1943, Атлантичний океан) — німецький офіцер-підводник, оберлейтенант-цур-зее крігсмаріне.

## Біографія
9 жовтня 1937 року вступив на флот. Після проходження підготовки був призначений командиром мінного тральщика М-1109 11-ї флотилії. В січні-вересні 1941 року пройшов курс підводника. З 5 грудня 1941 року — 1-й вахтовий офіцер на підводному човні U-175. В березні 1943 року пройшов курс командира човна. З 1 квітня 1943 року — командир U-334. 5 червня вийшов у свій перший і останній похід. 14 червня 1943 року U-334 був потоплений в Північній Атлантиці, південно-західніше Ісландії (58°16′ пн. ш. 28°20′ зх. д.) глибинними бомбами британського фрегата «Джед» і шлюпа «Пелікан». Всі 47 членів екіпажу загинули.

## Звання
- Кандидат в офіцери (9 жовтня 1937)
- Морський кадет (28 червня 1938)
- Фенріх-цур-зее (1 квітня 1939)
- Оберфенріх-цур-зее (1 березня 1940)
- Лейтенант-цур-зее (1 травня 1940)
- Оберлейтенант-цур-зее (1 квітня 1942)

## Нагороди
- Нагрудний знак мінних тральщиків (1940)
- Залізний хрест 2-го класу (18 жовтня 1942)
- Нагрудний знак підводника (25 лютого 1943)